# 卡拉萨伊
卡拉萨伊（義大利語：Carassai），是意大利阿斯科利皮切诺省的一个市镇。总面积22.31平方公里，人口1171人，人口密度52.5人/平方公里（2009年）。ISTAT代码为044010。